# Planalto de Gizé

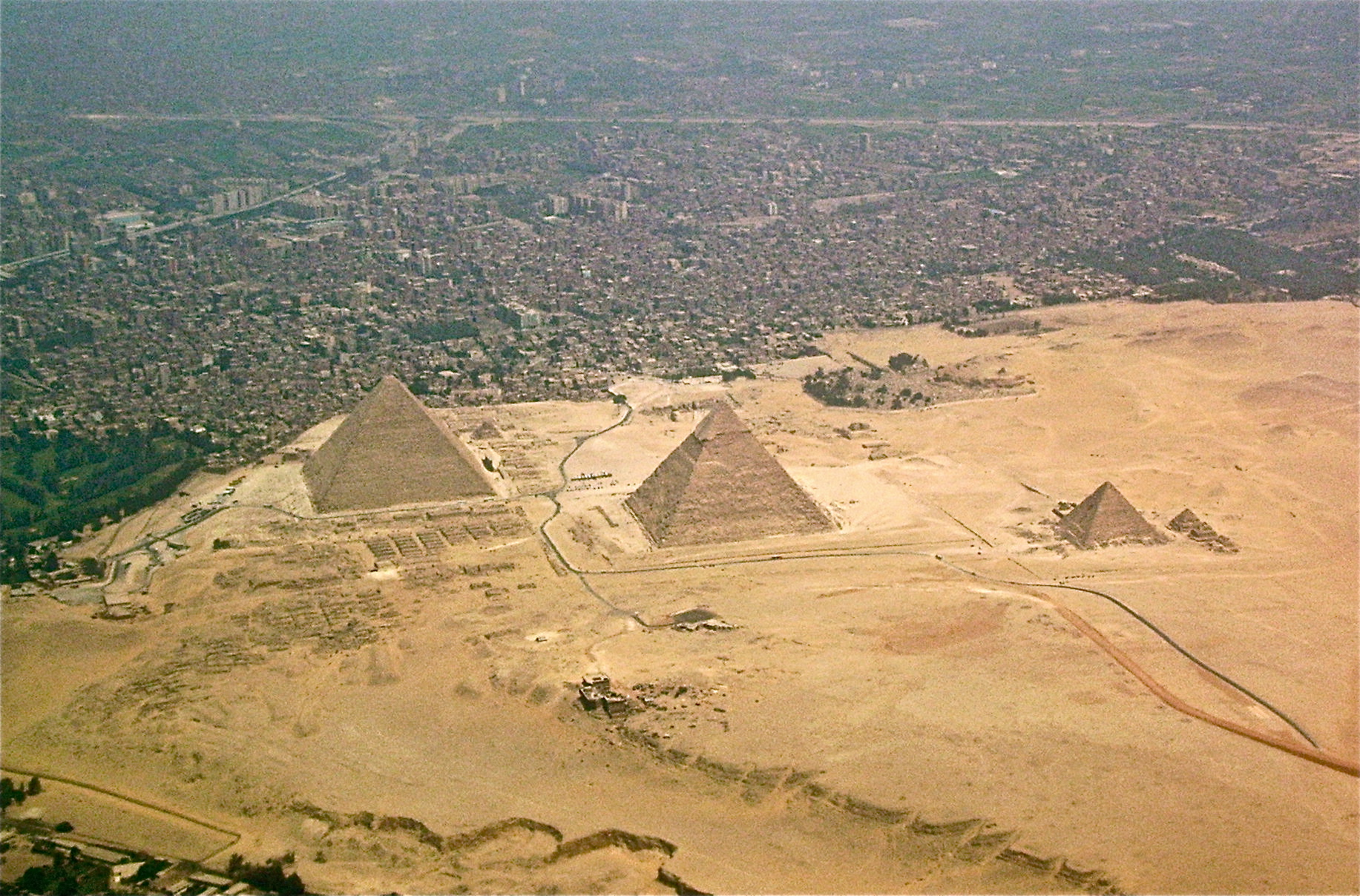
Fotografia aérea do planalto e das pirâmides de Gizé.

Planalto de Gizé, Guizé ou Guiza (em árabe: جيزة بلاتي) é um planalto localizado em Gizé, subúrbio do Cairo, capital do Egito. A famosa Necrópole de Gizé está localizada nesta área geográfica, que é caracterizada por um clima desértico e um terreno com pouca vegetação.
O planalto e seus monumentos foram registrados no Projeto de Mapeamento do planalto de Gizé, executado pela Associação de Pesquisa do Egito Antigo (APEA), dirigida pelo Dr. Mark Lehner. Além disso, a equipe de Lehner empreendeu a datação por radiocarbono em material recuperado a partir do exterior da Grande Pirâmide. As pesquisas em campo de 2009 da APEA foram registradas em um blog.